# 陸奥間違い
陸奥間違い（むつまちがい）とは落語、浪曲の演目の一つである。作成された時期及び作者は不詳。

## あらすじ
大晦日の江戸。御台所小納戸役50俵2人扶持を頂く穴山小左衛門（あなやま こざえもん）が家に戻ってくる。他の御家人たちと同じく師走の支払のため金策に走り回ったがどうにもならない。困った末にかつての同僚の松納（まつのう）をおもいだす。字が上手なため祐筆に取り立てられた松納は芝内に屋敷を持つ身分となっていたが、義兄弟の盃を交わした仲間からの頼みは嫌とは言わない筈。
しかし、昔の同僚に無心に直接いくのは少し具合が悪い。妻も訪問着がないため武士の体面としては、やっぱり具合が悪い。そこで心配だが田舎から出てきたばかりの中間を使いにやろうと決める。「芝内（しばうち）にいる松納陸奥守（まつのう むつのかみ）様へ使者として使いにいってくれ。わしとは兄弟分の間柄、心配する必要はない。ここに手紙を持たせるため口上（使者が述べる用件）はいらないから相手先にいけば大丈夫だ。」
しかし、正直者だが都会に慣れない中間は人ごみにまぎれるうちに場所も名前も忘れてしまう。困った中間はたまたま通りかかった床屋で御隠居に手紙を見せる。学のあるご隠居はこの手紙の宛名が闕字（身分の高い相手に手紙を出す場合、文字の一部を空白にして書く）であると分かり、松○陸奥守を「松納」ではなく「松平陸奥守」と読み下す。
芝のお屋敷を教えられた中間は「竹に雀」の印がついた瓦屋根にびっくりしながら門番に使者であると口上を述べる。この家の主は御家人とは天敵である外様大名でも72万石の伊達少将であるとは知らないまま…。使者の間に通された中間は供応を受けて酒に酔って気分は上々。
一方、伊達少将は穴山の名前は全く覚えがないが仲の悪い御家人の使者と聞き興味をもって手紙を読むとこれが借金の申し込み。とんでもない使者を招き入れ恐縮する家来に鷹揚な伊達少将は「江戸詰め大名、数ある中で大名の中の大名と見込んでの無心。聞き届けてやれ。但し、伊達家への無心で五十両はあるべくもない。十と百とを間違えたと見える。五百両に直しておけ」。家来は「ははー」。
使者の帰りを待っていた穴山は、手土産を持たされた中間が「先方より、正式の使者は後ほどの返事を頂きました」と聞くと嫌な予感がする。土産に包んだ風呂敷を奪って見ると竹に雀の紋所。息を呑む穴山「そちゃ、伊達家に行ったのか…」。御家人として外様の情けは受けられないが、伊達家の親切を無にするのも武士の道ではない。さらに伊達家の使者番はこの金を受け取らなければ腹を切るとする。
悩んだ穴山は上司の指示を仰ぎに江戸城の門前に馬を走らせる。下城してきた久世大和守の駕籠を見た穴山は、かくかくしかじかとして「受け取るべきか、受け取らざるべきか」と指示を仰ぐが久世は駕籠を止められたのが不快であり、腹を切れと放言し去ってしまう。情け知らずの久世への面当てにこの場で腹を切ろうと決心しかけた穴山だが、このとき松平伊豆守の駕籠が城より出てくる。
不思議な事件の内容を聞きながら、いざとなれば穴山が腹を切って事を収めようとしているのを見抜いた松平伊豆だが、伊達家が相手となれば簡単には事が進めようもないため「しばし待て、腹は切るな」と釘をさして再び登城。「まだ、いらっしゃればよいが」と将軍家綱の御座所に足を運ぶとそこにいた四代将軍の前に進み出る。自ら動かず周囲の意見を出させた上で「そーせー」のひと声で決するため、この将軍は別名「そーせー」様と呼ばれている。
「伊豆、そちはどう思う」と将軍。「ここは貰っておきましょう。年があければ年賀の挨拶がありますからそこで『伊達少将、先年は余の家来が世話になりました。お礼を言います』とすれば、外様の面目は立つでしょう」「そーせー」の一声。再び城を出てきた伊豆による「もらってよし」の声を聞くと穴山は身分の低い自分のために将軍のところまで足を運んでくれた伊豆の気持ちに心が一杯となり涙を落とす。
年始の挨拶に訪れた伊達少将に対して幕府は、このような事件が起きたのは官名の陸奥守が複数あるためであり陸奥守は伊達家のみとする計らいをとる。五百両では引き換えにできない過分の名誉を得た伊達家は宴を催し、事件の張本人である中間も招かれて褒美をもらってニコニコしているのがオチ。

## 備考
この噺は「三方目出鯛（さんぼうめでたい）」という題名で講談でも演じられる。
あらすじと異なる点は、
- 穴山の身分は小普請組。友人は松下という名字で大目付に抜擢された。
- 友人から勝手元不如意だろうから幾らかでも融通するという手紙が届けられ、好意に甘えるべく中間に進物として鯛を届けさせる。
- 伊達少将（講談では伊達綱村と名指ししている）が届けさせたのは金と仙台米五十俵。
- 相談を持っていったのが小普請支配組頭で、そこから若年寄→老中→将軍と言う具合に話が伝わってゆく。